# Luigi Paladini
Luigi Paladini, noto anche come Aloisio o Luise de Paladinis (Lecce, ... – Lecce, 1510), è stato un diplomatico italiano, al servizio del Regno di Napoli, e giurista molto stimato dalla monarchia aragonese.

## Biografia
Membro della nobile famiglia Paladini, originaria di Teramo, visse in Terra d'Otranto, dove suo nonno Berardo aveva trovato rifugio dopo l'esilio dalla città natale. Figlio di Gio.Francesco, barone di Lizzanello e Melendugno, non essendo primogenito, si dedicò allo studio del diritto.
All'inizio della sua carriera di funzionario politico, fu capitano di Matera nel 1470, regio consigliere e auditore a vita nelle province di Terra di Bari, d'Otranto e Capitanata nel 1472, regio consigliere in Calabria nel 1478.
Durante il suo soggiorno in Calabria, conobbe san Francesco di Paola, di cui sperimentò le doti profetiche e taumaturgiche. Il santo eremita guarì infatti Luigi Paladini, su sollecitazione della moglie Caterina Morosini, da una lunga malattia che lo costringeva a letto, vincendo l'iniziale scetticismo dei medici che lo avevano in cura; guarì poi un suo figliolo, ma ne predisse la morte qualche tempo dopo, essendo il fanciullo caduto nuovamente malato.
Il 15 settembre 1484, a seguito della pace di Bagnolo, fu col conte Alberico di Lugo e Giovan Battista Caracciolo uno dei procuratori incaricati di ricevere per conto del Re la città di Gallipoli, precedentemente occupata dai Veneziani.
Nel 1488 acquistò da re Ferrante la baronia di Salice e Guagnano, già confiscate al ribelle Salvatore Zurlo, che aveva partecipato qualche anno prima alla seconda congiura dei baroni.
Fu poi ambasciatore del Regno di Napoli a Venezia (1490) e a Roma (1491-94), ove presentò la chinea bianca sia a Papa Innocenzo VIII sia a Papa Alessandro VI, ricevendo da quest'ultimo l'ufficio di scrittore apostolico e il titolo di conte palatino. Il 1493 segna l'anno della sua maggiore attività da diplomatico, quando i rapporti tra Santa Sede e Corte di Napoli divennero molto travagliati e si risolsero solo nel 1494, dopo la morte di Ferrante e il matrimonio tra Sancia d'Aragona e il sedicenne Joffré Borgia, al quale il Paladini era stato precedentemente incaricato di dare una buona educazione equestre e militare. In quel tempo il re Alfonso II, preparando la difesa del Regno contro l'invasione di Carlo VIII, incaricò il Paladini di assoldare Giovanni e Joffré Borgia, figli del papa, e Guidantonio da Montefeltro, duca d'Urbino, e contemporaneamente fare richiesta al papa - insieme all'arcivescovo di Napoli, il marchese di Gerace, il conte di Potenza e Antonio D'Alessandro - per la condonazione del censo.
Dopo l'invasione di Carlo VIII e la successiva reazione aragonese, Luigi Paladini fu al fianco di Federico nell'assedio di Taranto, ove i francesi si erano ridotti. E quando il 19 ottobre 1495 dovette partire per Napoli, Federico affidò il comando delle operazioni, oltre che al fratellastro Cesare e a Leonardo Prato, anche allo stesso Paladini, ch'era stato intanto nominato viceré di giustizia nelle province di Terra d'Otranto e di Bari. E ricopriva ancora quest'incarico nel 1497, quando accompagnò Isabella del Balzo, moglie di Federico, nel viaggio da Lecce a Napoli.
Sotto Re Federico, Luigi Paladini fu nominato credenziere della dogana di Lecce ed ebbe ancora incarichi diplomatici tesi a conciliare i rapporti fra la corona e Roberto II Sanseverino, principe di Salerno, e ad appianare la disputa fra nobili e popolo in Napoli circa il reggimento municipale (giugno 1498).
Il 15 giugno 1501 fu tra i baroni fedeli a Federico, che furono convocati alla Selva di Vairano per opporsi all'invasione dell'esercito francese, che era in combutta con quello spagnolo in virtù di un accordo diplomatico segreto tra Luigi XII e Ferdinando il Cattolico per spartirsi il regno di Napoli.
Con la caduta degli Aragonesi, fu esiliato a Lauro dai Francesi nel novembre 1502, ma venne poi riabilitato da Ferdinando il Cattolico, che nel 1507 gli riconfermò la baronia di Salice e Guagnano. Morì intorno al 1510.
Dei figli avuti da Caterina Morosini, si ricordano 
- il primogenito Ferrante, che alla morte del padre ereditò i feudi di Salice e Guagnano e nel 1522 acquisì la baronia di Campi, in seguito alla morte senza eredi della nipote Giovanna Maremonti, figlia della sorella Giulia;
- Giulia, che sposò il barone di Campi Bellisario Maremonti ed è ricordata come intima di Isabella Del Balzo. Di lei ci rimane un felice ritratto fatto da Rogeri di Pacienzia (o Patientia) nel poemetto Lo Balzino, del 1499, che narra in ottave la vita di Isabella del Balzo dalla nascita fino al trionfo regale del 13 febbraio 1498, quando Federico rientrò nella sua Napoli festante dopo la sua vittoria sul Principe di Salerno[6];
- Fabrizio, che datosi alla vita ecclesiastica, fu abate commendatario di San Giovanni in Venere, nella diocesi teatina.
- Vittoria, che sposò Dionisio Sanseverino dei baroni della Càlvera[7].

## Luigi Paladini e la cultura del suo tempo
L'umanista Antonio De Ferrariis gli indirizzò intorno all'anno 1500 l'epistola Antonius Galateus medicus Loysio Palatino s.d. sull'argomento della storia della Terra d'Otranto. Essa fu pubblicata a mo' di prologo nella prima edizione del De situ Iapygiae (Basilea, 1558).
Il contemporaneo Rogeri di Pacienzia, di Nardò, fa un ritratto del Paladini nel poemetto Lo Balzino:

(Rogeri di Pacienzia, Lo Balzino)
Girolamo Marciano, erudito dal secolo XVII, annota che il Paladini, "e per il suo divino ingegno, la faconda eloquenza, la saggia destrezza ed arguta favella, parve che fosse il re di Sparta mandato ambasciatore ai Trojani".